# Chamaesaura macrolepis
Chamaesaura macrolepis este o specie de șopârle din genul Chamaesaura, familia Cordylidae, descrisă de Edward Drinker Cope în anul 1862.

## Subspecii
Această specie cuprinde următoarele subspecii:
- C. m. macrolepis
- C. m. miopropus